# Monica De Gennaro
Monica De Gennaro (Piano di Sorrento, 8 de janeiro de 1987) é uma voleibolista indoor italiana que atua na posição de líbero.

## Carreira

### Clube
Começou a carreira no voleibol em Sorrento, nas categorias de base do Libertas Sorrento; na temporada 2002-03 foi comprada pelo Vicenza Volley, equipe da Serie A1, com a qual estreou na primeira equipe desde muito jovem. Nas temporadas seguintes alterna entre a primeira e a segunda equipa, em B2, com a qual em 2004 consegue uma promoção. A partir da temporada 2004-05, ela se tornou titular da equipe adulta.
Para a temporada 2009-2010, a líbero se transferiu para o Aprilia Volley, onde conquistou o título do Campeonato Italiano Seria A2 e da Copa da Itália A2. Em 2013 a atleta foi contrata pelo Prosecco Doc-Imoco Conegliano.

### Seleção
De Gennaro fez sua estreia com a seleção adulta italiana em 2006 pelo Grand Prix de 2016 onde terminou na 3ª posição após derrotar a seleção cubana por 3 sets a 2 pela disputa da medalha de bronze. Em 2011 a líbero conquistou o título da Copa do Mundo de 2011, sediada no Japão, ao vencer 10 das 11 partidas disputadas. No ano seguinte, em sua primeira participação olímpica, a atleta junta a equipe italiana terminou na 5ª posição após perder para a seleção sul-coreana nas quartas de final por 3 sets a 1.
Em 2017, disputando a última edição do extinto Grand Prix, De Gennaro conquistou o vice-campeonato do torneio após perder a final para a seleção brasileira por 3 seta a 2; na ocasião, a atleta conquistou o prêmio de melhor líbero do torneio. No ano seguinte, se tornou vice-campeã mundial. Disputando o segundo campeonato mundial de sua carreira, a líbero foi derrotada pela seleção sérvia no tie-break e levou o prêmio de melhor líbero no Campeonato Mundial de 2018.
Em 2021 conquistou o inédito título do campeonato europeu, após derrotar a seleção sérvia no Campeonato Europeu de 2021. Além de ter levado o prêmio de melhor líbero do torneio, garantiu a seleção italiana em mais um campeonato mundial, que ocorrerá nos Países Baixos e Polônia.

## Vida pessoal
Em 2017 a líbero se casou com Daniele Santarelli, que se tornou técnico do Imoco Volley Conegliano na temporada 2017-18.

## Títulos por clubes
- Mundial de Clubes: 1

2019
- Liga dos Campeões: 1

2020-21
- Campeonato Italiano: 4

2015-16, 2017-18, 2018-19, 2020-21
- Copa da Itália: 3

2016-17, 2019-20, 2020-21
- Supercopa da Itália: 6

2010, 2016, 2018, 2019, 2020, 2021

## Clubes
| Clube                    | País   | De   | À     |
| ------------------------ | ------ | ---- | ----- |
| Libertas Sorrento        | Itália | 2011 | 2022  |
| Vicenza Volley           | Itália | 2002 | 2009  |
| Aprilia Volley           | Itália | 2009 | 2010  |
| Robursport Volley Pesaro | Itália | 2010 | 2013  |
| Imoco Volley Conegliano  | Itália | 2013 | Atual |